# Método de Ollendorff
O Método de Ollendorff é um modelo pedagógico de ensino das línguas estrangeiras a adultos que foi desenvolvido por Heinrich Gottfried Ollendorff (1802-1865). Este método baseia-se no princípio de que as línguas estrangeiras devem ser ensinadas da mesma forma que uma criança aprende a língua materna.
No Método Ollendorff é utilizando o mínimo possível de regras gramaticais, começando-se por frases estilizadas contendo apenas um sujeito e um predicado, progredindo-se para estruturas sucessivamente mais complexas.
Este método popularizou a utilização de "livros de frases" na aprendizagem das línguas e está na base dos múltiplos processos de ensino/aprendizagem similares que foram lançados ao longo dos últimos 150 anos.
A imperfeição das frases utilizadas e o seu artificialismo levou a que fosse cunhado, para descrever a linguagem artificial e sincopada que resulta da utilização das frases feitas típicas dos manuais de ensino das línguas, o termo olendorfiano (do inglês ollendorffian, neologismo primeiro utilizado por H.G. Wells na sua obra The Island of Doctor Moreau).